# ۱۳۳۲ (قمری)
۱۳۳۲ (قمری)، هزار و سیصد و سی و دومین سال در گاهشماری هجری قمری است. اول محرم این سال برابر با سی‌ام نوامبر سال ۱۹۱۳ میلادی است.

## وابسته
- احمد کسروی
- سید حسن مدرس
- محمد معین